# Moi Center
El Moi Center es un rascacielos ubicado en la ciudad china de Shenyang. La construcción comenzó en 2008 y se terminó en 2014. Con una altura de 311 metros es el segundo rascacielos más alto de la ciudad, por detrás del Forum 66. Tiene 75 pisos que albergan numerosas oficinas.